# ISO 3166-2:GB
Kódy ISO 3166-2 pro Velkou Británii identifikují 221 různých administrativních jednotek (stav k prosinci 2022). 
Z  administrativně-správního dělení státu sem patří 3 země (Anglie, Wales, Skotsko), 1 provincie (Severní Irsko) a dále 32 skotských správních oblastí (council area), 11 severoirských distriktů (district), anglická území: 25 nemetropolitních hrabství (two-tier county), 36 metropolitních distriktů (metropolitan district), 1 městská korporace (Londýn), 32 londýnských městských obvodů (London borough) a 80 unitary authority (Anglie a Wales).

## Seznam kódů
| Kód     | Území                                        | Název územního celku    | Nadřazený celek |
| ------- | -------------------------------------------- | ----------------------- | --------------- |
| GB-ENG  | Anglie                                       | země                    | -               |
| GB-WLS  | Wales                                        | země                    | -               |
| GB-SCT  | Skotsko                                      | země                    | -               |
| GB-NIR  | Severní Irsko                                | provincie               | -               |
| GB-CAM  | Cambridgeshire                               | Nemetropolitní hrabství | ENG             |
| GB-CMA  | Cumbria                                      | Nemetropolitní hrabství | ENG             |
| GB-DBY  | Derbyshire                                   | Nemetropolitní hrabství | ENG             |
| GB-DEV  | Devon                                        | Nemetropolitní hrabství | ENG             |
| GB-DOR  | Dorset                                       | Nemetropolitní hrabství | ENG             |
| GB-ESX  | East Sussex                                  | Nemetropolitní hrabství | ENG             |
| GB-ESS  | Essex                                        | Nemetropolitní hrabství | ENG             |
| GB-GLS  | Gloucestershire                              | Nemetropolitní hrabství | ENG             |
| GB-HAM  | Hampshire                                    | Nemetropolitní hrabství | ENG             |
| GB-HRT  | Hertfordshire                                | Nemetropolitní hrabství | ENG             |
| GB-KEN  | Kent                                         | Nemetropolitní hrabství | ENG             |
| GB-LAN  | Lancashire                                   | Nemetropolitní hrabství | ENG             |
| GB-LEC  | Leicestershire                               | Nemetropolitní hrabství | ENG             |
| GB-LIN  | Lincolnshire                                 | Nemetropolitní hrabství | ENG             |
| GB-NFK  | Norfolk                                      | Nemetropolitní hrabství | ENG             |
| GB-NYK  | North Yorkshire                              | Nemetropolitní hrabství | ENG             |
| GB-NTT  | Nottinghamshire                              | Nemetropolitní hrabství | ENG             |
| GB-OXF  | Oxfordshire                                  | Nemetropolitní hrabství | ENG             |
| GB-SOM  | Somerset                                     | Nemetropolitní hrabství | ENG             |
| GB-STS  | Staffordshire                                | Nemetropolitní hrabství | ENG             |
| GB-SFK  | Suffolk                                      | Nemetropolitní hrabství | ENG             |
| GB-SRY  | Surrey                                       | Nemetropolitní hrabství | ENG             |
| GB-WAR  | Warwickshire                                 | Nemetropolitní hrabství | ENG             |
| GB-WSX  | West Sussex                                  | Nemetropolitní hrabství | ENG             |
| GB-WOR  | Worcestershire                               | Nemetropolitní hrabství | ENG             |
| GB -LND | Londýn                                       | Městská korporace       | ENG             |
| GB-BDG  | Barking a Dagenham                           | Londýnský městský obvod | ENG             |
| GB-BNE  | Barnet                                       | Londýnský městský obvod | ENG             |
| GB-BEX  | Bexley                                       | Londýnský městský obvod | ENG             |
| GB-BEN  | Brent                                        | Londýnský městský obvod | ENG             |
| GB-BRY  | Bromley                                      | Londýnský městský obvod | ENG             |
| GB-CMD  | Camden                                       | Londýnský městský obvod | ENG             |
| GB-CRY  | Croydon                                      | Londýnský městský obvod | ENG             |
| GB-EAL  | Ealing                                       | Londýnský městský obvod | ENG             |
| GB-ENF  | Enfield                                      | Londýnský městský obvod | ENG             |
| GB-GRE  | Greenwich                                    | Londýnský městský obvod | ENG             |
| GB-HCK  | Hackney                                      | Londýnský městský obvod | ENG             |
| GB-HMF  | Hammersmith a Fulham                         | Londýnský městský obvod | ENG             |
| GB-HRY  | Haringey                                     | Londýnský městský obvod | ENG             |
| GB-HRW  | Harrow                                       | Londýnský městský obvod | ENG             |
| GB-HAV  | Havering                                     | Londýnský městský obvod | ENG             |
| GB-HIL  | Hillingdon                                   | Londýnský městský obvod | ENG             |
| GB-HNS  | Hounslow                                     | Londýnský městský obvod | ENG             |
| GB-ISL  | Islington                                    | Londýnský městský obvod | ENG             |
| GB-KEC  | Kensington a Chelsea                         | Londýnský městský obvod | ENG             |
| GB-KTT  | Kingston                                     | Londýnský městský obvod | ENG             |
| GB-LBH  | Lambeth                                      | Londýnský městský obvod | ENG             |
| GB-LEW  | Lewisham                                     | Londýnský městský obvod | ENG             |
| GB-MRT  | Merton                                       | Londýnský městský obvod | ENG             |
| GB-NWM  | Newham                                       | Londýnský městský obvod | ENG             |
| GB-RDB  | Redbridge                                    | Londýnský městský obvod | ENG             |
| GB-RIC  | Richmond                                     | Londýnský městský obvod | ENG             |
| GB-SWK  | Southwark                                    | Londýnský městský obvod | ENG             |
| GB-STN  | Sutton                                       | Londýnský městský obvod | ENG             |
| GB-TWH  | Tower Hamlets                                | Londýnský městský obvod | ENG             |
| GB-WFT  | Waltham Forest                               | Londýnský městský obvod | ENG             |
| GB-WND  | Wandsworth                                   | Londýnský městský obvod | ENG             |
| GB-WSM  | Westminster                                  | Londýnský městský obvod | ENG             |
| GB-BNS  | Barnsley                                     | Metropolitní distrikt   | ENG             |
| GB-BIR  | Birmingham                                   | Metropolitní distrikt   | ENG             |
| GB-BOL  | Bolton                                       | Metropolitní distrikt   | ENG             |
| GB-BRD  | Bradford                                     | Metropolitní distrikt   | ENG             |
| GB-BUR  | Bury                                         | Metropolitní distrikt   | ENG             |
| GB-CLD  | Calderdale                                   | Metropolitní distrikt   | ENG             |
| GB-COV  | Coventry                                     | Metropolitní distrikt   | ENG             |
| GB-DNC  | Doncaster                                    | Metropolitní distrikt   | ENG             |
| GB-DUD  | Dudley                                       | Metropolitní distrikt   | ENG             |
| GB-GAT  | Gateshead                                    | Metropolitní distrikt   | ENG             |
| GB-KIR  | Kirklees                                     | Metropolitní distrikt   | ENG             |
| GB-KWL  | Knowsley                                     | Metropolitní distrikt   | ENG             |
| GB-LDS  | Leeds                                        | Metropolitní distrikt   | ENG             |
| GB-LIV  | Liverpool                                    | Metropolitní distrikt   | ENG             |
| GB-MAN  | Manchester                                   | Metropolitní distrikt   | ENG             |
| GB-NET  | Newcastle upon Tyne                          | Metropolitní distrikt   | ENG             |
| GB-NTY  | North Tyneside                               | Metropolitní distrikt   | ENG             |
| GB-OLD  | Oldham                                       | Metropolitní distrikt   | ENG             |
| GB-RCH  | Rochdale                                     | Metropolitní distrikt   | ENG             |
| GB-ROT  | Rotherham                                    | Metropolitní distrikt   | ENG             |
| GB-SHN  | St Helens                                    | Metropolitní distrikt   | ENG             |
| GB-SLF  | Salford                                      | Metropolitní distrikt   | ENG             |
| GB-SAW  | Sandwell                                     | Metropolitní distrikt   | ENG             |
| GB-SFT  | Sefton                                       | Metropolitní distrikt   | ENG             |
| GB-SHF  | Sheffield                                    | Metropolitní distrikt   | ENG             |
| GB-SOL  | Solihull                                     | Metropolitní distrikt   | ENG             |
| GB-STY  | South Tyneside                               | Metropolitní distrikt   | ENG             |
| GB-SKP  | Stockport                                    | Metropolitní distrikt   | ENG             |
| GB-SND  | Sunderland                                   | Metropolitní distrikt   | ENG             |
| GB-TAM  | Tameside                                     | Metropolitní distrikt   | ENG             |
| GB-TRF  | Trafford                                     | Metropolitní distrikt   | ENG             |
| GB-WKF  | Wakefield                                    | Metropolitní distrikt   | ENG             |
| GB-WLL  | Walsall                                      | Metropolitní distrikt   | ENG             |
| GB-WGN  | Wigan                                        | Metropolitní distrikt   | ENG             |
| GB-WRL  | Wirral                                       | Metropolitní distrikt   | ENG             |
| GB-WLV  | Wolverhampton                                | Metropolitní distrikt   | ENG             |
| GB-BAS  | Bath and North East Somerset                 | Unitary authority       | ENG             |
| GB-BDF  | Bedford                                      | Unitary authority       | ENG             |
| GB-BBD  | Blackburn with Darwen                        | Unitary authority       | ENG             |
| GB-BPL  | Blackpool                                    | Unitary authority       | ENG             |
| GB-BCM  | Bournemouth, Christchurch and Poole          | Unitary authority       | ENG             |
| GB-BKM  | Buckinghamshire                              | Unitary authority       | ENG             |
| GB-BRC  | Bracknell Forest                             | Unitary authority       | ENG             |
| GB-BNH  | Brighton and Hove                            | Unitary authority       | ENG             |
| GB-BST  | Bristol                                      | Unitary authority       | ENG             |
| GB-CBF  | Central Bedfordshire                         | Unitary authority       | ENG             |
| GB-CHE  | Cheshire East                                | Unitary authority       | ENG             |
| GB-CHW  | Cheshire West and Chester                    | Unitary authority       | ENG             |
| GB-CON  | Cornwall                                     | Unitary authority       | ENG             |
| GB-DAL  | Darlington                                   | Unitary authority       | ENG             |
| GB-DER  | Derby                                        | Unitary authority       | ENG             |
| GB-DUR  | Durham                                       | Unitary authority       | ENG             |
| GB-ERY  | East Riding of Yorkshire                     | Unitary authority       | ENG             |
| GB-HAL  | Halton                                       | Unitary authority       | ENG             |
| GB-HPL  | Hartlepool                                   | Unitary authority       | ENG             |
| GB-HEF  | Herefordshire                                | Unitary authority       | ENG             |
| GB-IOW  | Isle of Wight                                | Unitary authority       | ENG             |
| GB-IOS  | Isles of Scilly                              | Unitary authority       | ENG             |
| GB-KHL  | Kingston upon Hull                           | Unitary authority       | ENG             |
| GB-LCE  | Leicester                                    | Unitary authority       | ENG             |
| GB-LUT  | Luton                                        | Unitary authority       | ENG             |
| GB-MDW  | Medway                                       | Unitary authority       | ENG             |
| GB-MDB  | Middlesbrough                                | Unitary authority       | ENG             |
| GB-MIK  | Milton Keynes                                | Unitary authority       | ENG             |
| GB-NEL  | North East Lincolnshire                      | Unitary authority       | ENG             |
| GB-NNL  | North Northamptonshire                       | Unitary authority       | ENG             |
| GB-NLN  | North Lincolnshire                           | Unitary authority       | ENG             |
| GB-NSM  | North Somerset                               | Unitary authority       | ENG             |
| GB-NBL  | Northumberland                               | Unitary authority       | ENG             |
| GB-NGM  | Nottingham                                   | Unitary authority       | ENG             |
| GB-PTE  | Peterborough                                 | Unitary authority       | ENG             |
| GB-PLY  | Plymouth                                     | Unitary authority       | ENG             |
| GB-POR  | Portsmouth                                   | Unitary authority       | ENG             |
| GB-RDG  | Reading                                      | Unitary authority       | ENG             |
| GB-RCC  | Redcar and Cleveland                         | Unitary authority       | ENG             |
| GB-RUT  | Rutland                                      | Unitary authority       | ENG             |
| GB-SHR  | Shropshire                                   | Unitary authority       | ENG             |
| GB-SLG  | Slough                                       | Unitary authority       | ENG             |
| GB-SGC  | South Gloucestershire                        | Unitary authority       | ENG             |
| GB-STH  | Southampton                                  | Unitary authority       | ENG             |
| GB-SOS  | Southend-on-Sea                              | Unitary authority       | ENG             |
| GB-STT  | Stockton-on-Tees                             | Unitary authority       | ENG             |
| GB-STE  | Stoke-on-Trent                               | Unitary authority       | ENG             |
| GB-SWD  | Swindon                                      | Unitary authority       | ENG             |
| GB-TFW  | Telford and Wrekin                           | Unitary authority       | ENG             |
| GB-THR  | Thurrock                                     | Unitary authority       | ENG             |
| GB-TOB  | Torbay                                       | Unitary authority       | ENG             |
| GB-WRT  | Warrington                                   | Unitary authority       | ENG             |
| GB-WBK  | West Berkshire                               | Unitary authority       | ENG             |
| GB-WIL  | Wiltshire                                    | Unitary authority       | ENG             |
| GB-WNH  | West Northamptonshire                        | Unitary authority       | ENG             |
| GB-WNM  | Windsor and Maidenhead                       | Unitary authority       | ENG             |
| GB-WOK  | Wokingham                                    | Unitary authority       | ENG             |
| GB-YOR  | York                                         | Unitary authority       | ENG             |
| GB-ANN  | Antrim and Newtownabbey                      | Distrikt                | NIR             |
| GB-AND  | Ards and North Down                          | Distrikt                | NIR             |
| GB-ABC  | Armagh, Banbridge and Craigavon              | Distrikt                | NIR             |
| GB-BFS  | Belfast                                      | Distrikt                | NIR             |
| GB-CCG  | Causeway Coast and Glens                     | Distrikt                | NIR             |
| GB-DRS  | Derry and Strabane                           | Distrikt                | NIR             |
| GB-FMO  | Fermanagh and Omagh                          | Distrikt                | NIR             |
| GB-LBC  | Lisburn and Castlereagh                      | Distrikt                | NIR             |
| GB-MEA  | Mid and East Antrim                          | Distrikt                | NIR             |
| GB-MUL  | Mid Ulster                                   | Distrikt                | NIR             |
| GB-NMD  | Newry, Mourne and Down                       | Distrikt                | NIR             |
| GB-ABE  | Aberdeen                                     | Správní oblast          | SCT             |
| GB-ABD  | Aberdeenshire                                | Správní oblast          | SCT             |
| GB-ANS  | Angus                                        | Správní oblast          | SCT             |
| GB-AGB  | Argyll a Bute                                | Správní oblast          | SCT             |
| GB-CLK  | Clackmannanshire                             | Správní oblast          | SCT             |
| GB-DGY  | Dumfries a Galloway                          | Správní oblast          | SCT             |
| GB-DND  | Dundee                                       | Správní oblast          | SCT             |
| GB-EAY  | Východní Ayrshire                            | Správní oblast          | SCT             |
| GB-EDU  | Východní Dunbartonshire                      | Správní oblast          | SCT             |
| GB-ELN  | Východní Lothian                             | Správní oblast          | SCT             |
| GB-ERW  | Východní Renfrewshire                        | Správní oblast          | SCT             |
| GB-EDH  | Edinburgh                                    | Správní oblast          | SCT             |
| GB-ELS  | Vnější Hebridy                               | Správní oblast          | SCT             |
| GB-FAL  | Falkirk                                      | Správní oblast          | SCT             |
| GB-FIF  | Fife                                         | Správní oblast          | SCT             |
| GB-GLG  | Glasgow                                      | Správní oblast          | SCT             |
| GB-HLD  | Highland                                     | Správní oblast          | SCT             |
| GB-IVC  | Inverclyde                                   | Správní oblast          | SCT             |
| GB-MLN  | Střední Lothian                              | Správní oblast          | SCT             |
| GB-MRY  | Moray                                        | Správní oblast          | SCT             |
| GB-NAY  | Severní Ayrshire                             | Správní oblast          | SCT             |
| GB-NLK  | Severní Lanarkshire                          | Správní oblast          | SCT             |
| GB-ORK  | Orkneje                                      | Správní oblast          | SCT             |
| GB-PKN  | Perth a Kinross                              | Správní oblast          | SCT             |
| GB-RFW  | Renfrewshire                                 | Správní oblast          | SCT             |
| GB-SCB  | Scottish Borders                             | Správní oblast          | SCT             |
| GB-ZET  | Shetlandy                                    | Správní oblast          | SCT             |
| GB-SAY  | Jižní Ayrshire                               | Správní oblast          | SCT             |
| GB-SLK  | Jižní Lanarkshire                            | Správní oblast          | SCT             |
| GB-STG  | Stirling                                     | Správní oblast          | SCT             |
| GB-WDU  | Západní Dunbartonshire                       | Správní oblast          | SCT             |
| GB-WLN  | Západní Lothian                              | Správní oblast          | SCT             |
| GB-BGW  | Blaenau Gwent                                | Unitary authority       | WLS             |
| GB-BGE  | Bridgend (Pen-y-bont ar Ogwr)                | Unitary authority       | WLS             |
| GB-CAY  | Caerphilly (Caerffili)                       | Unitary authority       | WLS             |
| GB-CRF  | Cardiff (Caerdydd)                           | Unitary authority       | WLS             |
| GB-CMN  | Carmarthenshire (Sir Gaerfyrddin)            | Unitary authority       | WLS             |
| GB-CGN  | Ceredigion                                   | Unitary authority       | WLS             |
| GB-CWY  | Conwy                                        | Unitary authority       | WLS             |
| GB-DEN  | Denbighshire (Sir Ddinbych)                  | Unitary authority       | WLS             |
| GB-FLN  | Flintshire (Sir y Fflint)                    | Unitary authority       | WLS             |
| GB-GWN  | Gwynedd                                      | Unitary authority       | WLS             |
| GB-AGY  | Isle of Anglesey (Ynys Môn)                  | Unitary authority       | WLS             |
| GB-MTY  | Merthyr Tydfil (Merthyr Tudful)              | Unitary authority       | WLS             |
| GB-MON  | Monmouthshire (Sir Fynwy)                    | Unitary authority       | WLS             |
| GB-NTL  | Neath Port Talbot (Castell-nedd Port Talbot) | Unitary authority       | WLS             |
| GB-NWP  | Newport (Casnewydd)                          | Unitary authority       | WLS             |
| GB-PEM  | Pembrokeshire (Sir Benfro)                   | Unitary authority       | WLS             |
| GB-POW  | Powys                                        | Unitary authority       | WLS             |
| GB-RCT  | Rhondda Cynon Taf                            | Unitary authority       | WLS             |
| GB-SWA  | Swansea (Abertawe)                           | Unitary authority       | WLS             |
| GB-TOF  | Torfaen                                      | Unitary authority       | WLS             |
| GB-VGL  | Vale of Glamorgan (Bro Morgannwg)            | Unitary authority       | WLS             |
| GB-WRX  | Wrexham (Wrecsam)                            | Unitary authority       | WLS             |